# Siechnice (gmina)
Siechnice est une gmina mixte de la région de Wrocław, Basse-Silésie, dans le sud-ouest de la Pologne. Son siège est la ville de Siechnice, qui se situe à environ 13 km au sud-est de la capitale régionale Wrocław.
La commune couvre une superficie de 98,57 km2 pour une population de 13 552 habitants.

## Géographie
La gmina est bordée par la ville de Wrocław et les gminy de Czernica, Domaniów, Kobierzyce, Oława et Żórawina.